# 贴现现金流法
在金融领域，贴现现金流量法是一种使用金钱的时间价值这个概念，来对项目，公司或者资产估值的分析方法。所有未来的现金流都被估算和折现到它们的现值。无论是流入还是流出，未来所有现金流的和就是净现值。

## 基本公式
{\displaystyle P=\sum _{t=1}^{n}{\frac {C\cdot F_{t}}{(1+r)^{t}}}}
其中，{\displaystyle P}为企业的评估值，{\displaystyle n}为资产的寿命，{\displaystyle C\cdot F_{t}}为企业在{\displaystyle t}时刻产生的现金流，{\displaystyle r}反应预期现金流的折现率。

## 前提
现金流量折现法是建立在完全市场基础之上的。它应用的前提条件是，企业的经营是有规律的、并且是可以预测的，包括：
1. 资本市场是有效率的，资产的价格反映资产的价值。企业能够按照资本市场的利率，收集足够数量的资金。资本市场可以按照股东所承担的市场系统风险提供资金报酬。
2. 企业所面临的经营环境是稳定的，只要人们按照科学程序进行预测，得出的结论会接近企业的实际，即科学的预测模型可以有效防止经营环境的不确定因素，从而使预测变得更加科学。
3. 企业的经营是不可逆的，企业投资、融资决策具有不可更改性，一旦做出决策，做便无法更改。同时企业满足持续经营假设，没有特殊情况，企业将无限期地经营下去。
4. 投资者的估计是无偏差的，投资者往往都是理性的投资者，可以利用一切可以得到的企业信息进行投资决策，对于同一企业,不同的投资者得出的结论往往是相同的。[1]

1. ↑  . MBA智库百科.   [2024-07-07]. （原始内容存档于2024-07-08）.